# Пенни-сток
Пенни-сток (англ. penny stock), также известные как «мусорные», «грошовые» акции, — акции небольших компаний, которые торгуются по низким ценам. 
В Соединённых Штатах Америки любая акция с рыночной стоимостью ниже $5 считается пенни-стоком.
Как правило, компании, чьи ценные бумаги имеют низкую стоимость, подразумевает малую рыночную капитализацию. Такие акции носят волатильный характер и часто используются в мошеннических схемах с целью обмана инвесторов. Обратной стороной высокого риска вложения денег в данные ценные бумаги является возможность получения высокой прибыли.

## Покупка и продажа Пенни-сток
Существует несколько площадок для покупки и продажи пенни-сток, их можно разделить на биржевые и внебиржевые.
К биржевым относятся:

Рынок NASDAQ для компаний малой капитализации (NASDAQ Capital Market) и Американская фондовая биржа (AMEX) — для того чтобы разместить ценные бумаги на этих биржах, компании должны отвечать строгим требованиям к отчётности и предоставлению информации.
Не прошедшие отбор компании попадают на внебиржевой рынок, одним из представителей которых являются Электронные доски объявлений внебиржевого рынка США (OTC-BB). Эта площадка управляется NASDAQ и представляет собой рынок котировок с информацией о совершённых сделках и объёмах торговли в реальном времени.

Другой внебиржевой площадкой для покупки и продажи пенни-сток, можно назвать «Розовые листы» (OTC Markets Group, Pink sheets). Требования к размещению здесь очень просты, но у инвестора могут возникнуть затруднения с получением необходимой информации о компании, её объёмах торгов и котировках, а также с продажей своих долей в случае необходимости. 

Помимо этого, акции, относящееся к пенни-сток, можно приобрести напрямую у компаний и по телефону

## Мошенничество с Пенни-сток
Многие из пенни-стоков, особенно те, что продаются за доли цента, являются вялообращающимися и могут стать жертвами манипуляций недобросовестных промоутеров. Они покупают акции выбранной компании большими лотами, а затем начинают активно рекламировать их, вовлекая как можно больше инвесторов через чаты, форумы, фальшивые пресс — релизы, рассылки по электронной почте. Часто организаторы заявляют, что владеют инсайдерской информацией, касающейся перспектив данной компании. Под давлением повышенного спроса, цена на акцию поднимается. Это воспринимается инвесторами как положительная динамика и сигнал к увеличению своей доли в компании. Как только цена на акцию достигает нужного порога, организаторы продают свою долю по завышенной стоимости и забирают прибыль. Такая схема вполне распространена на рынке пенни-сток и называется «накачкой и сбросом».

### Нашумевшие случаи
Одним из подобных примеров был случай, когда рэпер 50 Cent активно использовал свою страницу в Twitter для привлечения инвесторов в компанию H&H Imports (HNHI). Его собственная доля в этой компании составляла 30 миллионов акций, что равнялось 12,9% всей компании. С начала продвижения рэпером, цена акций выросла с $0,10 до $0,39. В результате 50 Cent заработал на этом пенни-стоке 8,7 млн. долларов.